# Японське фехтування
Япо́нське фехтува́ння (яп. 【剣術】, けんじゅつ кенджюцу, «техніка меча») — японське бойове мистецтво володіння мечем. Під ним розуміють усю сукупність історичних і сучасних технік використання меча, які існували чи існують досі у Японії. На відміну від сучасного спортивного фехтування кендо, яке ставить на меті виховання цілісної особистості, кенджюцу робить акцент, насамперед, на практичності конкретних методів і прийомів використання меча, та, фактично, не переймається моральними якостями фехтувальника. Головною метою  фехтування є вбити противника ефективним ударом.  

## Опис
Японське фехтування походить від китайських технік володіння холодною зброєю, які поширилися у Японії у VI-VII століттях. Особливого розвитку воно набуло наприкінці XII століття завдяки формуванню нового військового стану — самураїв. До XVII століття кенджюцу поступалося популярністю луку зі стрілами, списам і рушницям, оскільки мечі як зброя нападу рідко використовувалися у битвах. Лише з настанням мирного періоду Едо меч став «душею самурая», оскільки носити військовикам інше озброєння окрім меча було заборонено центральною владою. 
З XVII по XIX століття з'явилася велика кількість шкіл фехтування. Серед них особливо популярними були Сінкаґе-рю роду Яґі, Сінто-рю роду з району Кашіма, Нітен ічі-рю з району Хього та інші. Наприкінці XIX століття багато шкіл зникли або були інкорпоровані у кендо. Особливу роль у занепаді фехтування зіграло широке застосування вогнепальної зброї.
У зв'язку з тим, що у сучасній Японії використання справжніх мечів заборонене законом, тренування з фехтування проводять на дерев'яних мечах. Оскільки спортивне кендо витіснило бойові техніки володіння мечем, сьогоднішнє кенджюцу має дуже мало послідовників.

## Школи
- 1480-ті: Школа тіні (【陰流】, каґе-рю)
- 1560-ті: Нова школа тіні (【新陰流】, шін-каґе-рю)

## Видатні фехтувальники
- Айсу Іко (【愛洲惟孝】, 1452 — 1538) — засновник Школи тіні.
- Каміїдзумі Нобуцуна　(【上泉信綱】, 1508 — 1577) — засновник Нової школи тіні.